# Hodăi-Boian
Hodăi-Boian – wieś w Rumunii, w okręgu Kluż, w gminie Ceanu Mare. W 2011 roku liczyła 143 mieszkańców.